# 콜게이트-파몰리브
콜게이트-파몰리브(영어: Colgate-Palmolive)는 가정, 의료, 개인 위생 용품의 생산 및 배급에 초점을 둔 미국의 다국적 기업이다.

## 브랜드
- 콜게이트
- 파몰리브
- 브라이트

## 시설
미국에서는 회사가 약 60개의 부동산을 운영하고 있으며 그 중 14개가 소유되어 있다. 콜게이트-파몰리브의 구강, 개인 및 홈케어 부문에서 사용하는 미국의 주요 제조 및 창고 시설은 뉴저지주 모리스타운(이전에는 1991년 인수 이전 메넨/Mennen 회사의 본사였으며 여전히 메넨 사업부의 본부)에 있었다. 2014년, 공장이 문을 닫고 사우스캐롤라이나주 호지스로 사업장을 이전했다. 테네시주 모리스타운; 그리고 오하이오 주 케임브리지. 애완동물 영양 부문은 켄터키 주 볼링 그린에 주요 시설을 보유하고 있다. (캔자스주 엠포리아; 캔자스주 토피카; 인디애나 주 리치몬드) 경구용, 개인용, 홈 케어 제품에 대한 주요 연구 센터는 뉴저지주 피스카타웨이에 위치하고 있으며, 애완동물 영양 제품에 대한 주요 연구 센터는 캔자스주 토피카에 있다.
해외에서 회사는 약 280개의 부동산을 운영하고 있으며 그 중 80개는 70개국 이상에 소유되어 있다. 구강, 개인, 홈 케어 부문에서 사용하는 주요 해외 시설은 전 세계적으로 호주, 브라질, 중국, 콜롬비아, 프랑스, 과테말라, 인도, 이탈리아, 말레이시아, 멕시코, 파키스탄, 폴란드, 남아프리카, 태국,아르헨티나,베네수엘라, 베트남 등에 있다.
콜게이트-파몰리브는 2004년에 시작된 구조 조정 프로그램에 따라 특정 시설의 생산을 폐쇄했거나 단계적으로 중단하는 과정에 있으며 미국, 멕시코 및 폴란드에 치약을 생산하기 위한 새로운 최첨단 공장을 건설했다.
콜게이트-파몰리브의 주요 제조 공장은 뉴저지 주 벌링턴에 위치하고 있으며 전 세계 회사 시설에 사용할 향료 및 향유를 모두 생산한다.

## 광고
파몰리브 식기세척 비누 라벨의 상징적인 손은 손 모델인 엘리자베스 바버(Elizabeth Barbour)의 것이다. 이미지는 1985년 콜게이트-파몰리브 컴퍼니가 이미지를 업데이트하고 바버(Barbour)를 고용한 후 뉴욕의 포드 에이전시(Ford Agency)와 함께 촬영한 사진을 보여준다.